# Lettlands fängelser

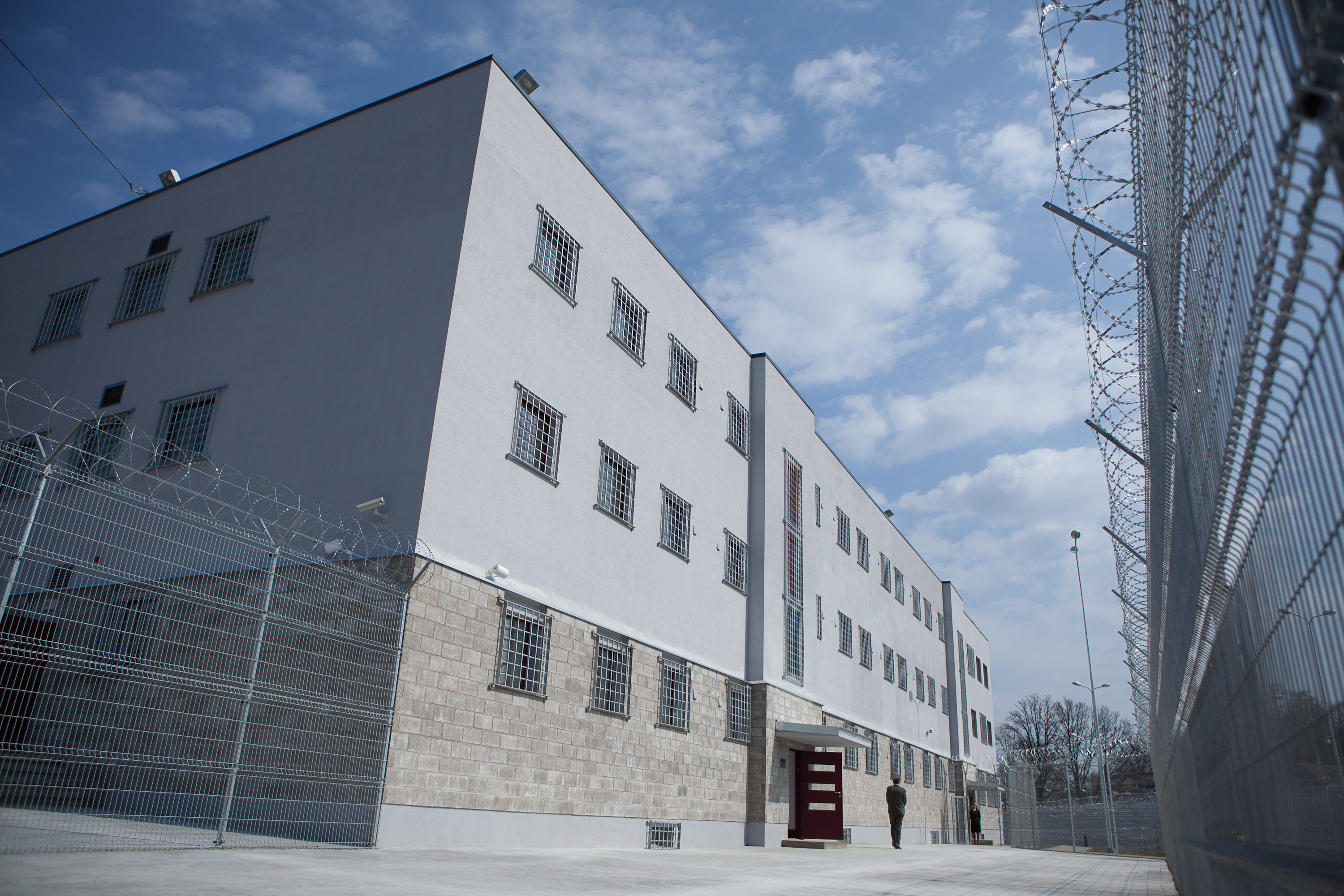
Den år 2011 uppförda ungdomsvårdsanstalten i Cēsis

Lettlands fängelser sorterar under kriminalvården i Lettland som sedan år 2000 lyder under justitieministeriet. Sedan 2019 finns det nio anstalter i landet, detta sedan anstalten Brasa stängdes den 1 april 2019.

## Historik

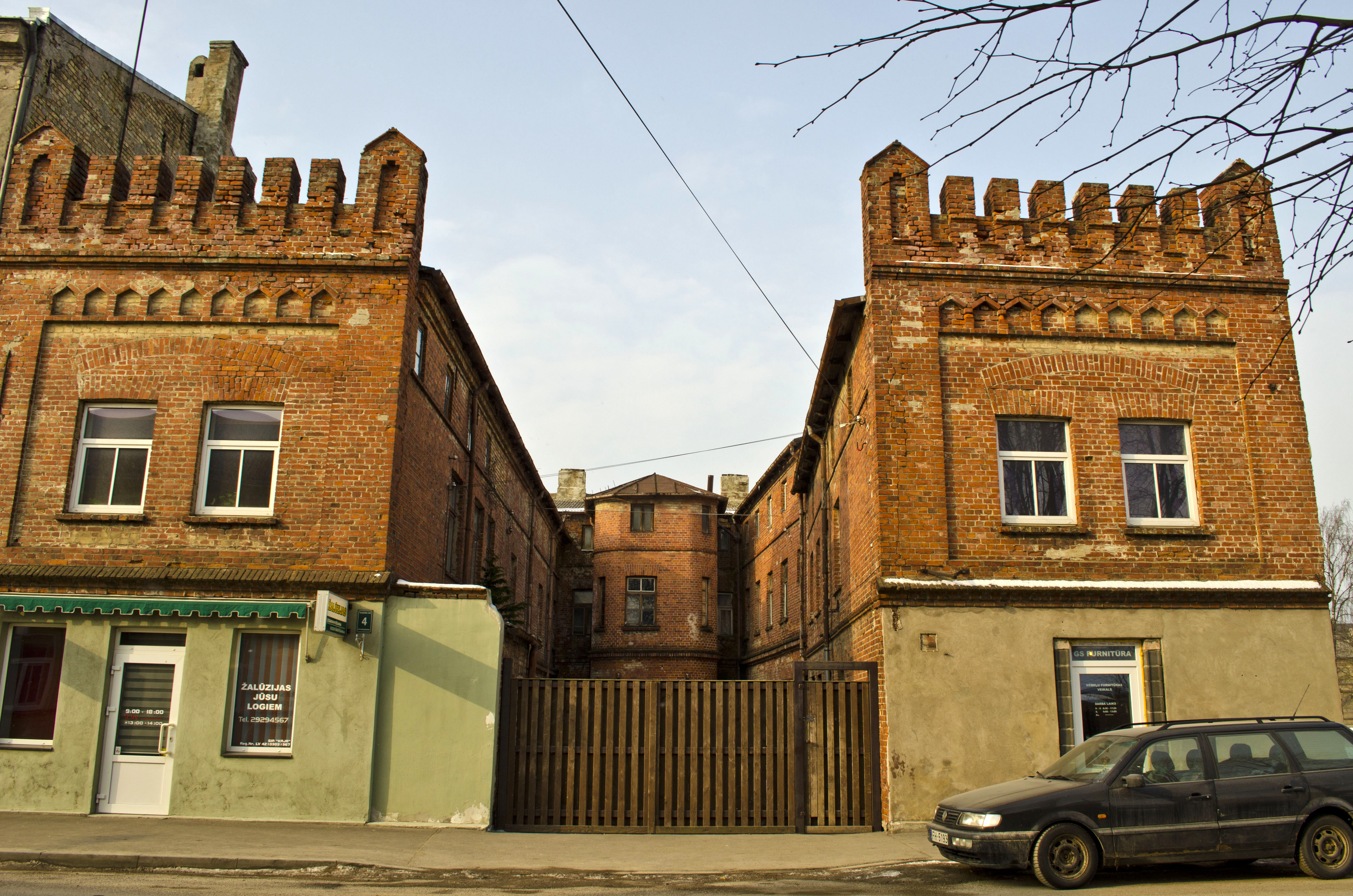
Det tidigare kvinnofängelset iLiepāja.

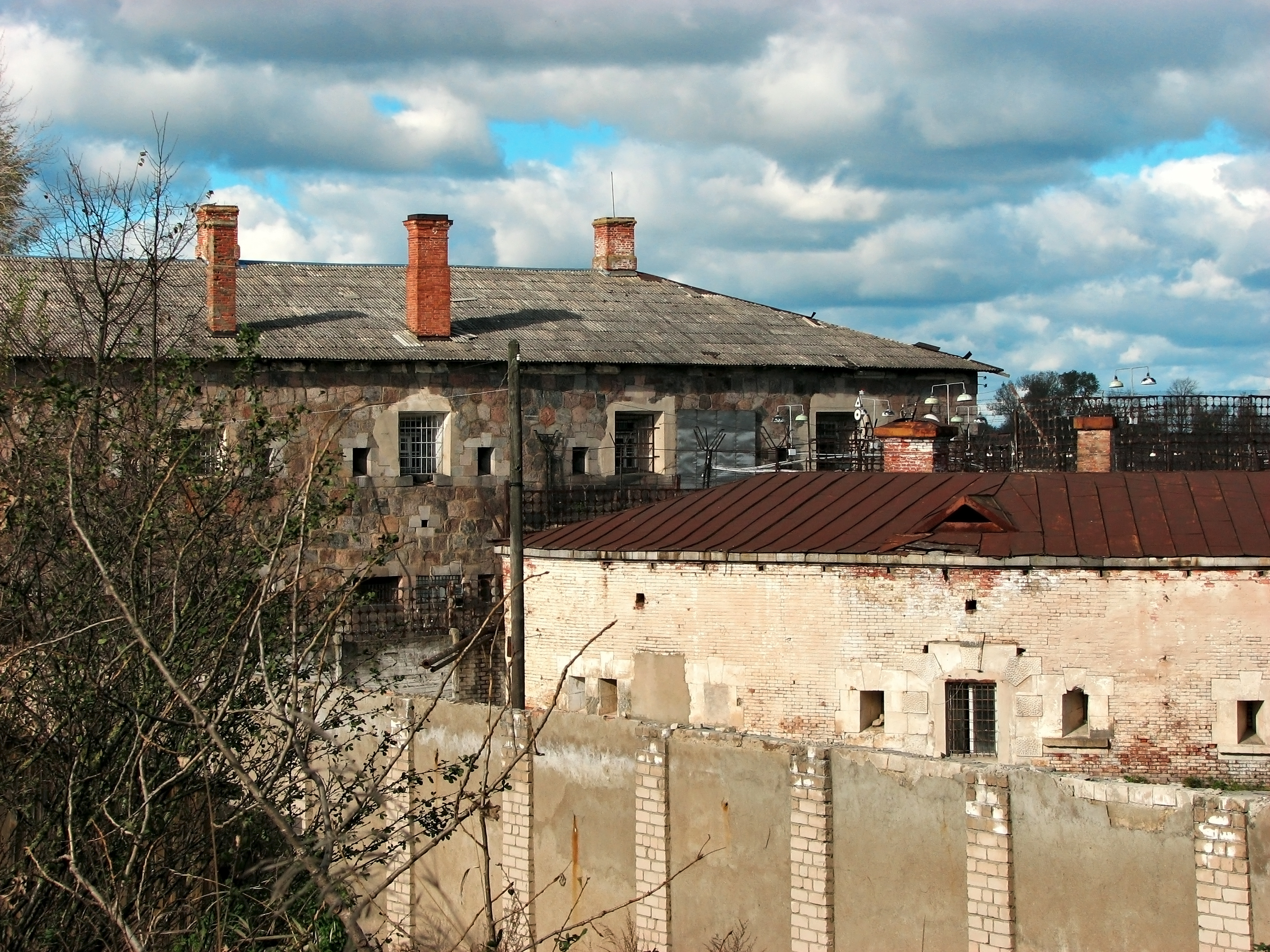
Anstalten Daugavpils

Som på många andra håll i Europa började för samtiden moderna fängelser uppföras i Lettland under 1800-talet och första hälften av 1900-talet. Från och med Lettlands självständighetsförklaring 1918 och framåt skedde en gradvis övergång från fängelsesalar till celler. Framöver utfördes bara de underhållsarbeten som krävdes för att upprätthålla en viss standard..
8 juli 1919 inrättades den lettiska fångvårdsstyrelsen som var föregångare till dagens kriminalvårdsmyndighet, Ieslodzījumu vietu pārvalde, IeVP. Fångvårdsstyrelsen lydde under Justitieministeriet.
30 december 1994 antogs en ny kriminalvårdslag där man inriktade kriminalvårdsåtgärderna på en återanpassning till samhället..
2 maj 2005 beslutade regeringen  om ett nytt program för kriminalvårdens utveckling. Av ordern framgivk att expertis från Europarådet under flera år skarpt kritiserat Lettland för brister i kriminalvården, som inte var i enlighet med nationell och internationell lagstiftning, och att dålig ekonomi inte är en anledning till att eftersätta investeringar i kriminalvård. Genom ordern ville regeringen förbättra levnadsvillkoren för de intagna och tillse att anstalterna underhölls och drevs på ett korrekt sätt.
Till grund för programmet 2005 låg flera orsaker: överbeläggning, uttjänta lokaler, brister i den fysiska säkerheten, ökade antal dömda, brist på utrymme och personal som ledde till brister i utbildning och återanpassning till ett liva utanför kriminalvården.
De största problemen var följande:
- antalet häktade och dömda var dubbelt så stort som antalet anstaltsplatser. Antalet fångar var 355 per 100 000 invånare, en av de högsta siffrorna i Europa;
- det uppskattade antalet platser som saknades för att hysa fångar som redan satt i fängelse uppgick till ca 2100
- många fängelser var uttjänta (uppförda under 1800- eller tidigt 1900-tal) eller inte utformade som fängelser, utan byggde på gamla fångkolonier från sovjettiden där fångarna bodde i sovsalar;
- brister i den fysiska säkerheten (teknisk utrustning, larm, belysning, övervakningssystem, etc) som gjorde anstalterna farliga för allmänheten, ökade riskerna för rymningar och möjliggjorde för fångar att kommunicera med andra kriminella på utsidan.

Programmet pågick till 2014.

### Antalet fängelser minskas
Fram till 2008 fanns 15 anstalter i landet. Under den ekonomiska krisen i Lettland 2008 slogs flera anstalter samman för att landet totalt skulle kunna minska statens kostnader för underhåll av fängelser och statsförvaltningens personal. En av åtgärderna som Regeringen Godmanis vidtog var att man slog samman anstalten Daugavpils och anstalten Grīva till ett nybyggt fängelse, anstalten Daugavgrīva.
31 oktober 2008 slogs anstalten Matīsa och centralfängelset i Riga samman, och samma datum slogs anstalten Daugavpils och anstalten Grīva samman till anstalten Daugavgrīva. 
12 december 2008 stängdes den 1957 öppnade anstalten Pārlielupe i Jelgavā och byggnaderna övergick i Jelgavā kommuns ägo.
1 november 2014 stängdes anstalten Šķirotava Området såldes 2018 till företaget Grindeks.
1 januari 2017 stängdes anstalten Vecumnieki. 
1 april 2019 stängdes anstalten Brasa.

## Nuvarande anstalter
Sedan 2019 har landetföljande fängelser i bruk:
- Ungdomsvårdsanstalten Cēsis, Cēsis
- Anstalten Daugavgrīva, Daugavpils
- Anstalten Iļģuciema, Rīgā
- Anstalten Jelgavā, Jelgavā
- Anstalten Jēkabpils, Jēkabpils
- Anstalten Liepāja, Liepāja
- Anstalten Olainē, Olainē
- Anstalten Rīga, Rīgā (öppnad 2008 som en sammanslagning av centralfängelset i Riga och anstalten Matīsa)
- Anstalten Valmiera, Valmiera

## Anstalttyper och risknivåer
Enligt lettisk strafflag finns två anstaltstyper:
- slutna anstalter
- öppna anstalter

Utöver dessa typer finns även häkte och ungdomsvårdsanstalt. Straff kan även avtjänas som handräckning i häktena. Fångar som sitter på slutna eller öppna anstalter delas in i någon av risknivåerna hög, medel och låg.

### Sluten anstalt
Män som dömts till fängelsestraff för att ha begått ett allvarligt brott, samt fångar som överförts från öppen anstalt efter att ha brutit mot anstaltens ordningsregler, avtjänar sitt straff vid en sluten anstalt. I dessa fängelser är fångarna under strängare övervaktning. Följande slutna anstalter finns i Lettland:
- Anstalten Daugavgrīva
- Anstalten Jelgavā
- Anstalten Jēkabpils (här finns även delvis slutna och öppna avdelningar)
- Anstalten Olaine (här finns också en öppen avdelning)
- Anstalten Valmiera

### Delvis sluten anstalt
En fånge avtjänar sitt straff i en delvis sluten anstalt om vederbörande uppfyller någon eller några av dessa kriterier:
1. Kvinnor som begått brott
2. Män som begått mindre allvarliga brott
3. Den som dömts för brott till följd av vårdslöshet och om de tidigare avtjänat ett fängelsestraff
4. Den som dömts för ett mindre allvarligt brott till följd av oaktsamhet, om deras strafftid är längre än fem år;
5. Män som dömts för ett grovt brott, brottet begicks innan de fyllt arton år;
6. Den som dömts till böter men som ersatts med ett frihetsstraff;
7. Den som dömts till villkorlig dom och som stått under övervakning av polisen men där straffet ersatts med ett frihetsstraff;
8. Den som på grunt av gott beteende överflyttats från sluten anstalt;
9. Den som på grund av grova överträdelser av anstaltens ordningsregler överförts hit från en öppen anstalt;
10. Den som överförts från ungdomsvårdsanstalt efter att de blivit myndiga och om de dömts för ett grovt brott

I en delvis sluten anstalt övervakas fångarna hela tiden. De som utgör längst säkerhetsrisk sitter i sluten cell.
Följande delvis slutna anstalter finns i landet:
- Anstalten Iļģuciema (för kvinnor, med en avdelning för minderåriga);
- Anstalten Jēkabpils delvis slutna avdelning

### Öppen anstalt
I en öppen anstalt sitter: 
1. Den som begått ett brott och de inte tidigare avtjänat ett fängelsestraff;
2. Den som begått begått ett mindre allvarligt brott på grund av vårdslöshet, om de inte tidigare avtjänat ett fängelsestraff och strafftiden inte är längre än fem år;
3. Den som begått ett brott eller ett mindre allvarligt brott och som överförts från ungdomsvårdsanstalt efter de blivit myndiga;
4. Den som på grunt av gott beteende överflyttats från delvis sluten anstalt;

På öppna anstalter kan både manliga och kvinnliga fångar sitta.
Följande öppna anstalter finns i Lettland:
- Anstalten Jēkabpils öppna avdelning
- Anstalten Olaine

### Ungdomsvårdsanstalt
Pojkar avtjänar sitt straff vid en ungdomsvårdsanstalt. Flickor avtjänar sitt straff vid Lettlands enda fängelse för kvinnor, men vid en separat ungdomsavdelning som är uppsatt enligt de krav som gäller för ungdomsvård.
Följande ungdomsvårdsanstalter finns i Lettland:
- Anstalten Cēsis
- Anstalten Iļģuciema (för kvinnor, med en avdelning för minderåriga).

### Häkten
Den som är häktad som misstänkt för ett brott, är åtalad eller dömda som häktats som en säkerhetsåtgärd, sitter i häkte.
Följande häkten finns i landet:
- Anstalten Liepāja
- Anstalten Rīga
- Anstalten Valmiera